# کلیسای خندزوروت
کلیسای خندزوروت (ارمنی: Խնձորուտի եկեղեցի) یک کلیسا متعلق به کلیسای حواری ارمنی واقع در شهر استان تاووش، ارمنستان می‌باشد. ساخت و ساز این ساختمان در سده ۱۳ام میلادی؛ به پایان رسید. این بنا به سبک معماری ارمنی طراحی شده است.